# Włodzimierz Olszewski (hokeista)
Włodzimierz Zdzisław Olszewski (ur. 12 stycznia 1956 w Gdańsku) – polski hokeista, olimpijczyk.
Grał na pozycji bramkarza. W latach 1980–1984 występował w reprezentacji Polski (35 meczów). Był uczestnikiem Igrzysk Olimpijskich w Sarajewie 1984, a także mistrzostw świata grupy B w latach 1982 i 1983.
Reprezentował barwy Stoczniowca Gdańsk i Zagłębia Sosnowiec. Z tym ostatnim klubem pięciokrotnie zdobył mistrzostwo Polski (w latach 1980, 1981, 1982, 1983 i 1985).
Po zakończeniu kariery został trenerem.

## Odznaczenia
- Srebrny Krzyż Zasługi (2005)[1]